# 수필룰리우마 2세

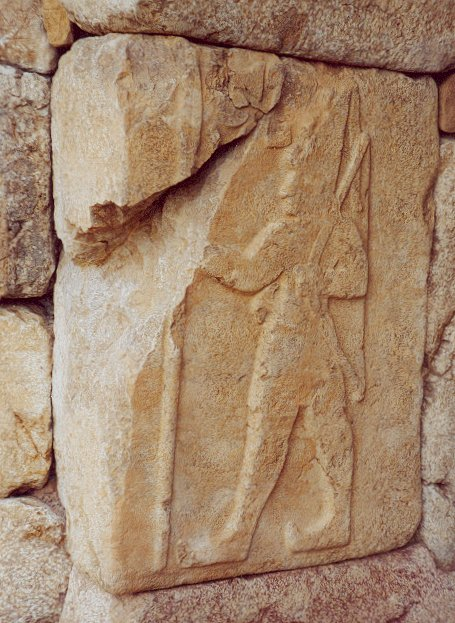
하투사 수필룰리우마 2세

수필룰리우마 2세는 투드할리야 4세의 아들로 히타이트 제국의 마지막 알려진 왕(제위: 기원전 1207년~기원전 1178년)이었다.
아시리아의 투쿨티-닌우르타 1세와 동시대였다.
그는 헤에로글리픽 루위어의 두 비문에서 알려져 있다. 그것들은 이전의 속국이었던 타르훈타사 그리고 키프루스에서 아시리아와의 전쟁을 기록한다.
첫 비문은 하투사의 위쪽에 있는 도시 니산테페의 지하에서 발견되었다. 다른 것은 동쪽 연못의 북쪽 구석에서 발견되었다.
히타이트 왕국은 기원전 1170년대 후반 침입하는 해양인들과 카스키안에 의해 파괴되었다.
우가리트의 기록에 기초하면 위협은 서쪽에 있었다. 그리고 히타이트 왕은 우가리트에 도움을 청하였다.
함락 후에 카스카 인들은 아마 하티의 지배를 받았다. 하투사는 파괴되었고, 그 뒤 500년 후에 그 위치에 단지 프리기아 요새가 들어섰다.
카르가미시의 왕 쿤지 테슙이 위대한 왕이라는 칭호를 얻었는데 수필룰리우마 1세의 후손이었다.